# Alain Berbérian
Alain Berbérian (Bejrút, Libanon, 1953. július 2. – Párizs, 2017. augusztus 22.) örmény származású francia filmrendező, forgatókönyvíró.

## Filmjei
- Short Night (1986, rövidfilm, forgatókönyvíró is)
- ABCD Nuls (1989, tv-sorozat)
- Histoire(s) de la télévision (1990, tv-sorozat)
- Les nuls, l'émission (1990, tv-sorozat)
- A félelem városa (La cité de la peur) (1994)
- 10 ans de censure (1994, tv-film)
- Paparazzi (1998, forgatókönyvíró is)
- Hatodik (Six-Pack) (2000, forgatókönyvíró is)
- A tökös, a Török, az őr meg a nő (Le boulet) (2002)
- Nagy zűr Korzikán (L'enquête corse) (2004)
- L'île aux trésors (2007)